# Via del Capsacosta

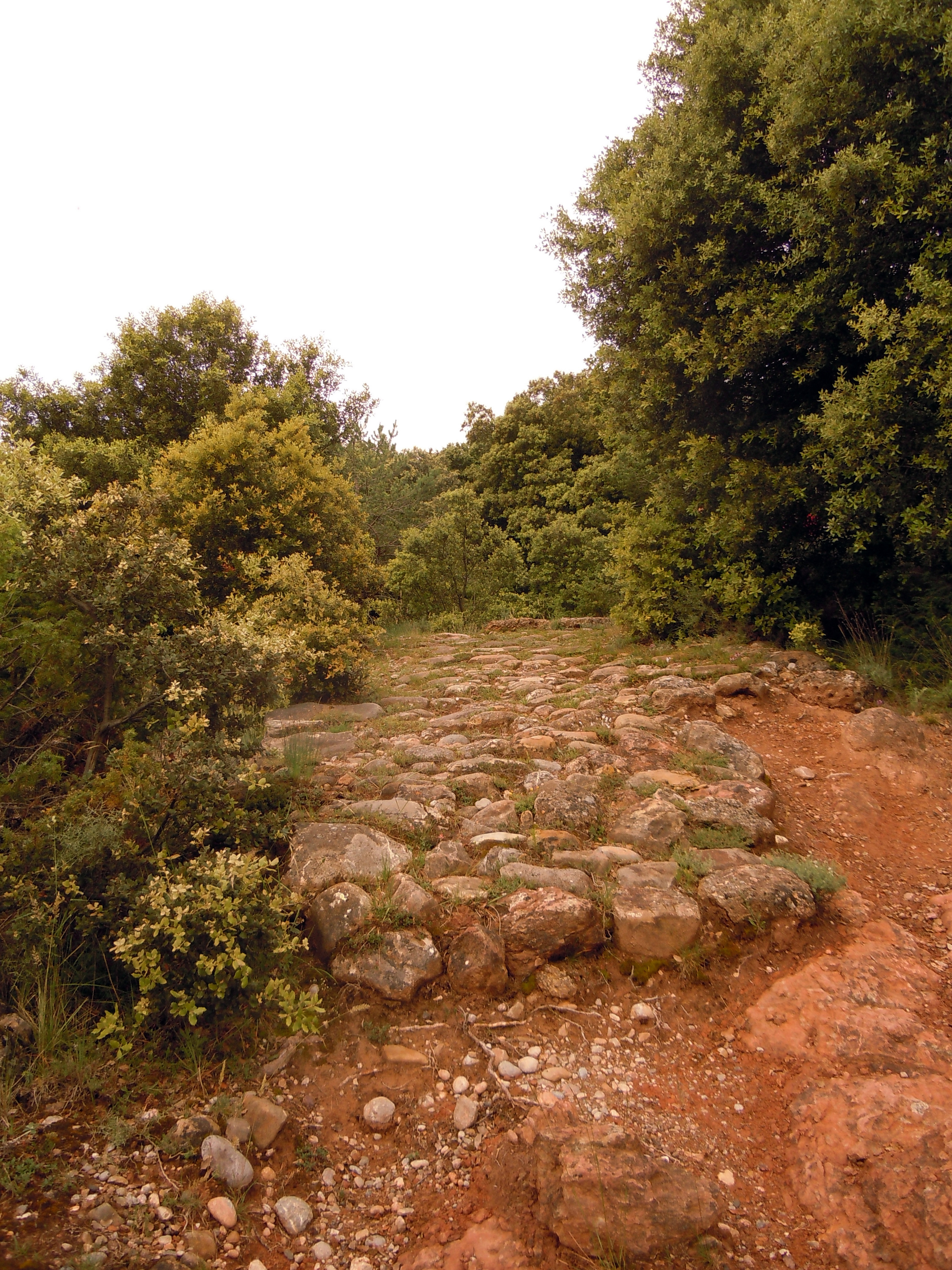
Via romana del Capsacosta nella zona della Garrocha

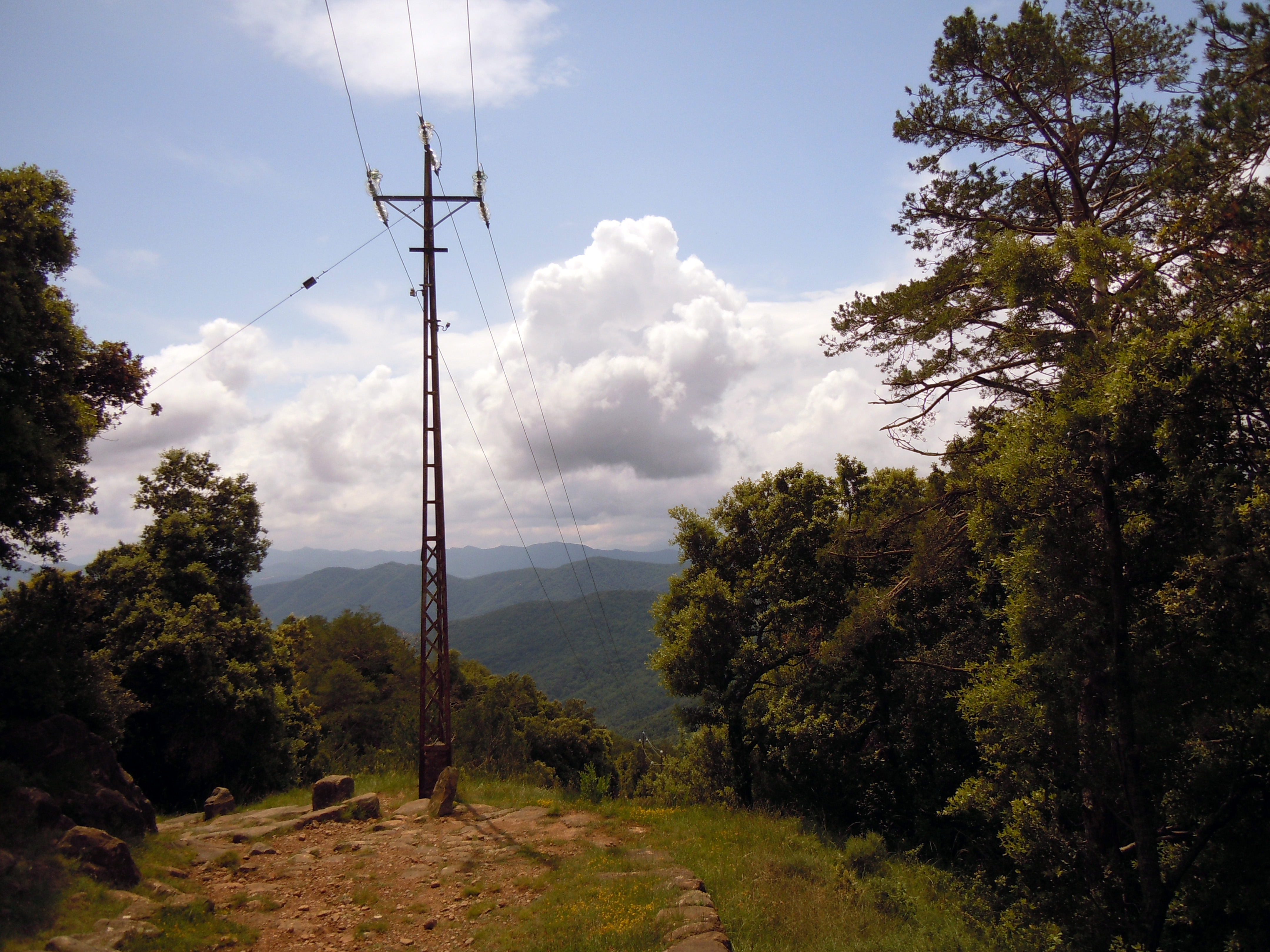
Via romana del Capsacosta nel picco tra la Garrocha ed El Ripollés che le dà il nome.

La Via del Capsacosta, chiamata dai romani Via Annia, è un antico cammino che, sin dai tempi antichi,  servì come passaggio e comunicazione naturale tra le terre della Pianura dell'Empordà, La Garrotxa, El Ripollès ed El Vallespir. In origine era una strada secondaria della Via Augusta, che da Figueres portava alla valle di Bianya, innalzandosi nei pressi di Capsacosta e unendosi con il colle d'Ares, da dove si univa di nuovo, già in Gallia,  con la via Domitia, una continuazione della via Augusta.
Nel tempo si mantenne lo stesso percorso, diventando in epoca medioevale il Cammino Reale, che univa l'Empordà con la valle di Camprodon.
In epoca moderna continuò a svolgere un ruolo importante nella comunicazione fra queste terre, oltre a diventare una strada postale fino agli inizi del XX secolo.
Dal XVII secolo, fino agli inizi del XIX, giocò un ruolo di fondamentale importanza nelle varie incursioni militari francesi.
Il tratto della Via, che ancora oggi mostra resti del lastricato stradale con una certa continuità e che, oltretutto, presenta alcune opere in muratura, si trova tra Sant Pau Vell, comune di Sant Pau de Segúries, e il Pas dels Traginers, nella Valle di Bianya. Questo tratto misura nella sua totalità 7,5 chilometri.
L'esistenza di resti architettonici su una lunghezza sufficiente a permetterne l'analisi, lo studio, la protezione e la diffusione rende questo tratto un'entità unica, ragione per la quale è considerato uno dei siti archeologici più rilevanti del patrimonio culturale catalano.

## Le opere
Malgrado le opere di ingegneria più importanti siano state realizzate nell'Empordà, non vi sono tracce del percorso fino la valle di Bianya, dove iniziano ad apparire i primi tratti di lastricatura.
Il tratto di nostro interesse attraversa la collina di Capsacosta tra Hostalets di Capsacosta, conosciuto anche come Hostalets di Santo Salvador, un eremo vicino a Santo Salvatore di Bianya, nella Garrotxa, e la strada moderna poco prima di arrivare a Sant Pau de Segúries, nel Ripollès. In questo tratto, le condizioni del tracciato sono abbastanza buone. Il tratto più spettacolare si trova tra Hostalets e la cresta. A causa della grande pendenza, tra il 10 e il 20 per cento, i costruttori realizzarono il percorso a serpente, a zigzag, con tratti dritti e corti su solide sostruzioni e mura di contenimento realizzate con grandi blocchi lapidei, a secco, senza l'uso di malta. Alcune di queste sostruzioni raggiungono i 4 m di altezza, e alcuni dei blocchi, soprattutto nelle rampe delle curve della parte più alta, raggiungono i 2 m di lunghezza e i 75 cm di larghezza. Ciò si deve al fatto che le curve sono così chiuse che i carri dovevano scaricare tutto il loro peso sulla parte esterna delle sostruzioni. Queste sono separate da due gradini di 25 cm nelle parti superiore ed inferiore della via. Sul lastricato vi erano i solchi carrai così che le ruote dei carri potessero scorrervi dentro come su una rotaia e non cadere nel precipizio. La curva era così chiusa che i carri potevano girare solo su una ruota.
In questo tratto di grande pendenza, la larghezza del tracciato è uniforme: misura 555 cm all'esterno delle banchine e 430 cm all'interno, con una forma arcuata affinché le acque scorrano ai lati. Sul lato verso il monte c'è un canale di scolo di 40 cm di larghezza per convogliare l'acqua piovana fino alle curve, dove si riversava sul fianco della montagna. Da ogni nuovo tratto partiva un nuovo canale di scolo fino alla curva seguente. Si conservano ancora oggi due canali che passano sotto la strada per far defluire l'acqua dove il tratto è molto lungo, e che escono nella parte bassa della parete di contenimento. Nei tratti dove la parete di contenimento è molto alta, ci sono piloni controrotaia in pietra, che misurano dai 50 ai 75 cm di altezza, distanziati l'uno dall'altro di due metri.
Nella parte alta, la via non è così ripida, e anche se venne distrutta per 600 m, si può osservare ciò che rimane, di 300 cm di larghezza, formato da due file di blocchi quadrati o rettangolari, ben tagliati, nei lati esterni. Nel lato interiore, i basoli erano più piccoli e di dimensioni regolari, anche se sono per la maggior parte scomparsi.
Ci sono soltanto due vie in Catalogna con caratteristiche simili, quella della collina di Parpers, che fungeva da comunicazione tra Caldes di Montbui (Aquae Calidae) e la Via Augusta con la via della costa per Mataró, e quella che congiungeva la Via Augusta con il Cammino di Ampurias, presso le località di Gaüses, Rupià e Corçà.
Tutti i basoli e le pietre usate per le sostruzioni provengono da luoghi vicini, anche se non si sono mai trovate le cave di provenienza del materiale.
La via venne percorsa fino a quando, tra il 1926 e il 1927, venne costruita la strada C-153 e il percorso rimase solamente una via destinata all'allevamento. Quando tra il 1992 e il 1994 si costruirono i tunnel di Capsacosta, la ditta concessionaria, costretta ad investire 1% in beni culturali, restaurò alcuni tratti della via.